# Jerry Turkulainen
Jerry Turkulainen, född 22 september 1998 i S:t Michel, Finland, är en finländsk professionell ishockeyspelare (forward) som från och med säsongen 2024/2025 spelar för HC Ajoie i schweiziska National League.
Han har tidigare spelat för JYP i FM-ligan.

## Extern länk
Presentation och statistik för Jerry Turkulainen som spelare  på Elite Prospects.